# Michelle Gibson
Lois Michelle Gibson (25 de febrero de 1969) es una jinete estadounidense que compitió en la modalidad de doma. Participó en los Juegos Olímpicos de Atlanta 1996, obteniendo una medalla de bronce en la prueba por equipos (junto con Robert Dover, Steffen Peters y Guenter Seidel).

## Palmarés internacional
| Juegos Olímpicos | Juegos Olímpicos         | Juegos Olímpicos  | Juegos Olímpicos |
| Año              | Lugar                    | Medalla           | Categoría        |
| ---------------- | ------------------------ | ----------------- | ---------------- |
| 1996             | Atlanta (Estados Unidos) | Medalla de bronce | Por equipos      |